# Мурадян, Арутюн Бахтибекович
Арутюн Бахтибекович Мурадя́н (арм. Հարություն Մուրադյան; 2 мая 1953, село Тазагюх Мартуни, Армянская ССР, СССР — 12 марта 2023, Ереван) — бывший депутат парламента Армении.

## Биография
- Родился 2 мая 1953 года в с. Тазагюх Мартунинского района[1].
- 1970—1975 — Ереванский политехнический институт. Инженер-строитель.
- 1975—1981 — работал мастером, прорабом в строймонтажколонне N 41 треста N 7 Мартунинского района.
- 1981—1987 — начальник стройремконторы исполкома Мартунинского райсовета.
- 1987—1990 — директор промкомбината исполкома райсовета.
- 1990—1998 — председатель райсовета, староста села Тазагюх.
- 1999—2003 — был депутатом парламента. Член постоянной комиссии по государственно-правовым вопросам. Член депутатской группы «Народный депутат».
- 2003—2007 — вновь депутат парламента. Член постоянной комиссии по государственно-правовым вопросам. Беспартийный.

## Личная жизнь
Был женат и имел четверых детей.